# Leptothrips robustus
Leptothrips robustus är en insektsart som beskrevs av Johansen 1987. Leptothrips robustus ingår i släktet Leptothrips och familjen rörtripsar. Inga underarter finns listade i Catalogue of Life.